# Alejandro (hijo de Herodes)
Alejandro fue hijo de Herodes (c. 35 a. C.- c. 7 a. C.) y de la princesa asmonea Mariamna I. 
El desafortunado destino que persiguió persistentemente a la casa asmonea alcanzó también a este príncipe. Como heredero presunto del trono asmoneo por derecho de descendencia por parte de su madre, fue enviado a Roma para su educación en el año 23 a. C.. Allí permaneció en la casa de Asinio Polión hasta el año 17 a. C. aproximadamente, cuando Herodes lo llevó a Jerusalén junto con su hermano menor Aristóbulo, que había estado con él. Poco después, Alejandro contrajo matrimonio con la princesa capadocia Glafira, hija del rey  Arquelao de Capadocia. Glafira dio a Alejandro tres hijos, dos varones: Tigranes, Alejandro y una hija de la que no se conoce su nombre.

## Desaparición
La presencia atractiva y el porte franco de Alejandro lo convirtieron en el favorito del pueblo, que anhelaba el día en que la casa de los Macabeos subiera al trono en lugar del medio judío Herodes. Pero, por otra parte, un cierto grado de vanidad y un espíritu de venganza, que le caracterizaban no menos que sus cualidades atractivas, le hicieron extremadamente impopular entre los partidista de Herodes, que tenían mucho que temer de un futuro rey Alejandro. Josefo escribía para un público romano, después de una gran rebelión, y puede que no se trate de una crítica genuina. Salomé advirtió repetidamente a Herodes del peligro que le amenazaba por parte de Alejandro y su hermano Aristóbulo. El rey pensó que no era imposible que sus hijos meditaran vengarse por la ejecución de Mariamne; y por otra parte, la abierta antipatía expresada por ellos contra su padre se combinó para abrir el oído del rey a las calumnias de Salomé y sus compañeros de conspiración. El intento de Herodes de humillar a Alejandro devolviendo el honor a Antípatro, un hijo mayor de otra esposa, resultó desastroso.  La insidiosa conspiración de Antípatro y la enemistad abierta de Alejandro hacia Herodes ensancharon la brecha entre padre e hijo hasta tal punto que, en 12 a. C., Herodes se sintió obligado a presentar cargos contra sus hijos ante Augusto. Se produjo una reconciliación, pero duró poco; y poco después, hacia el año 10 a. C., Alejandro fue encarcelado por las declaraciones de un testigo torturado que le acusaba de planear el asesinato de Herodes. Se presentaron cartas interceptadas que revelaban el rencor de Alejandro contra su padre. En vano Arquelao, suegro de Alejandro, se esforzó por mejorar las relaciones entre ellos; la reconciliación volvió a ser breve, de modo que una vez más las intrigas de Antípatro y Salomé lograron el encarcelamiento de Alejandro y Aristóbulo, hacia el año 8 a. C. Se trataba de un conflicto dinástico, en el territorio clave que servía de puente entre Occidente y Oriente, y el contexto era la inestabilidad que estallaba en todo el Imperio romano.

## Condena
Herodes presentó una denuncia formal de alta traición contra ellos ante Augusto, quien puso el asunto en manos del propio Herodes para que se hiciera cargo del caso. Los intentos de los amigos de Alejandro, por medio de peticiones al rey Herodes, para evitar la ejecución de la sentencia, resultaron en la muerte de Tero -un viejo y devoto sirviente de Herodes que protestó abiertamente ante el rey por la enormidad del crimen judicial propuesto- y de otros 300 que fueron denunciados como partidarios de Alejandro. La sentencia se ejecutó sin demora; hacia el año 7 a. C., en Sebastia, (Samaria) -donde treinta años antes se había celebrado la boda de Mariamne- sus hijos sufrieron una muerte por estrangulamiento.[cita requerida]